# Dor Minzer
Pour les articles homonymes, voir Minzer.
Dor Minzer est un chercheur en informatique théorique, professeur assistant au MIT.
Il est lauréat du prix Presburger en 2022 pour sa contribution à la résolution de la conjecture des jeux 2-2.

## Biographie
Dor Minzer a obtenu son baccalauréat universitaire en mathématiques en 2014 et un Phd en 2018 à l'université de Tel Aviv sous la direction de Shmuel Safra (titre de la thèse : Topics in Boolean Functions and Complexity Theory). Il est ensuite chercheur postdoctoral à l'Institute for Advanced Study à Princeton. Depuis septembre 2020, il est professeur assistant au Massachusetts Institute of Technology.

## Recherche
Dor Minzer travaille dans les domaines des mathématiques et de l'informatique théorique. Ses intérêts concernent la théorie de la complexité, et notamment les preuves vérifiables de manière probabiliste, l'analyse des fonctions booléennes et la combinatoire. Dor Minzer est l'un des auteurs de la preuve de la conjecture des jeux 2 à 2, une variante faible de la conjecture des jeux uniques. Les communications contenant la preuve sont :
- Subhash Khot, Dor Minzer et Muli Safra, « On independent sets, 2-to-2 games, and Grassmann graphs », Proceedings of the 49th Annual ACM SIGACT Symposium on Theory of Computing, STOC 2017,‎ juin 2017, p. 576–589.
- Irit Dinur, Subhash Khot, Guy Kindler, Dor Minzer et Muli Safra, « Towards a proof of the 2-to-1 games conjecture? », Proceedings of the 50th Annual ACM SIGACT Symposium on Theory of Computing, STOC 2018,‎ juin 2018, p. 376–389.
- Irit Dinur, Subhash Khot, Guy Kindler, Dor Minzer et Muli Safra, « On non-optimally expanding sets in grassmann graphs », Proceedings of the 50th Annual ACM SIGACT Symposium on Theory of Computing, STOC 2018,‎ juin 2018, p. 940–951.
- Subhash Khot, Dor Minzer et Muli Safra, « Pseudorandom sets in Grassmann graph have near-perfect expansion. », IEEE Annual Symposium on Foundations of Computer Science, FOCS 2018,‎ octobre 2018, p. 592–601.

Dor Minzer travaille également dans des domaines tels que les tests de propriété, la complexité de l'information, l'invariance et l'isopérimétrie, la sensibilité au bruit ou les fonctions booléennes.

## Prix
Dor Minzer a obtenu une bourse Sloan en 2021. Il est lauréat prix Presburger en 2022 pour sa contribution à la résolution de la conjecture des jeux 2-2.